# وضعية الصدمة

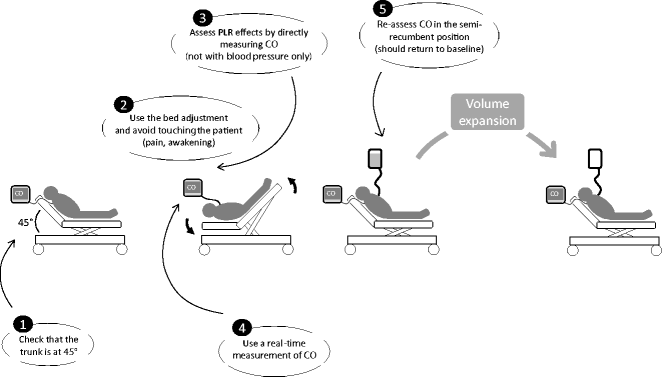

عادةً ما يتم استخدام وضعية الصدمة بواسطة أحد المهنيين الطبيين ممن يحملون مرتبة مسعف أول أو في مرتبة أعلى. فوضعية الصدمة هي وضعية الشخص الذي يستلقي على ظهره مع رفع قدميه بمقدار 8 إلى 12 بوصة. ويتم وضع المريض في تلك الوضعية عندما تظهر عليه علامات الصدمة. وتستخدم تلك الوضعية أيضًا مع المرضى المصابين بحالات طارئة ترتبط بالحرارة. وتهدف وضعية الصدمة إلى رفع القدمين فوق مستوى القلب بطريقة من شأنها المساعدة قليلاً في تدفق الدم إلى القلب. ويأمل أن يساعد ذلك في تأكسج المزيد من الدم مما يساعد بعض المصابين بنقص التأكسج الذي يسبب الصدمة.
نظرًا لتوسع الأوعية، فلا يفلح وضع المريض في وضعية ترندلينبورغ حيث تكون الأوعية الدموية في حالة ليونة شديدة وتتمدد نتيجة زيادة الحجم الموضعي. وهنا سيكون من الأنسب استخدام العقاقير رافعة التوتر الوعائي.